# Сомов, Михаил Павлович
Михаил Павлович Сомов (1880—1950) — русский ихтиолог, доктор биологических наук, профессор; в 1938—1941 гг. — зам. начальника промразведки треста «Мурманрыба». Отец М. М. Сомова.

## Биография
Происходил из дворянского рода Сомовых. Родился в Харькове 7 (19) октября 1880 года в семье Павла Васильевича Сомова (1846—1914) и Натальи Клавдиевны, урождённой Максимович (1855—1913).
В 1899 году окончил с серебряной медалью Тамбовскую мужскую гимназию  и поступил в том же году на естественное отделение физико-математического факультета Московского университета. На третьем курсе женился на подруге детства, дочери присяжного поверенного Елене Николаевне Шатовой(1878—1943).
В 1908 года начал работать заведующим редакции книгоиздательства Саблина в Москве. С 1910 года заведовал редакцией большого словаря «Военная энциклопедия» Сытина.
В 1912 году Департаментом земледелия был направлен в Германию для изучения рыбоводства. После возвращения, в апреле 1913 года был назначен старшим специалистом по рыбоводству при департаменте земледелия в Санкт-Петербурге. Редактировал печатный орган Императорского Российского общества рыбоводства и рыболовства «Рыбопромышленная жизнь».
В сентябре 1917 года был избран на должность учёного специалиста по рыболовству при сельскохозяйственном учёном комитете. С мая 1919 года, по совместительству занимал кафедру рыболовства при Петроградском агрономическом институте и заведовал учебным прудовым хозяйством института в Ропше.
С сентября 1922 года работал в Москве — зам. директора первого научно исследовательского института рыбного хозяйства. В 1926—1928 годах — председатель плановой комиссии Волго-Каспийского треста в Астрахани. С сентября 1928 года —  зам. директора Научно-исследовательского института рыбного хозяйства во Владивостоке. 
Был арестован 4 января 1931 года; больше года провёл в заключении (ст. 58 п.7), но в марте 1932 года дело было прекращено в мае того же года в должности начальника экспедиции Московского океанографического института прибыл в Мурманск. С 1934 года был заведующим лабораторией сельди Полярного научно-исследовательского института морского рыбного хозяйства и океанографии; был зам. директора ПИНРО по научной работе.
Умер 22 сентября 1950 года. Похоронен на старом кладбище г. Мурманска.